# カゴメ劇場
カゴメ劇場（カゴメげきじょう）は、カゴメ主催により行われるぬいぐるみミュージカル公演。毎年夏休みにたくさんの親子を無料で招待しているカゴメオリジナルのミュージカルで、1972年の開始から、のべ300万人が来場している。2009年は新型インフルエンザの影響で中止となった。2020年は新型コロナウイルスの感染拡大の影響で同年4月6日に全巡回公演の開催中止が発表され、オンライン配信での公演に切り替えられた。2021年も同様の措置が採られたが、2022年3月4日、カゴメは半世紀の歴史に幕を下ろすことになった。

## 概要
この公演は、午前の回・午後の回の1日2回公演であり、2部構成になっている。
- 第1部：「食」をテーマにしたオリジナルストーリー
  - 2007年は「やさいのいろのヒミツ」(25分)
- 第2部：世界の名作劇（マスクプレイミュージカル）
  - 2007年は「ジャックと豆の木」(45分)

2006年の第35回公演は全国19都市・40公演（カゴメの本社がある名古屋市は2日間）で行われた。
2007年は19都市・39公演（名古屋市は2日間4公演、大津市は午前の回1公演）で行われた。
ちなみにカゴメ劇場に変更された1992年以降はテーマ曲として、カゴメ劇場のうた（作詞：はすおあきら、作曲：河野土洋）が必ず流れる。
| 西暦 | 開催回数 | 劇場名                             | 上演規模     | 演目名                                   |
| ---- | -------- | ---------------------------------- | ------------ | ---------------------------------------- |
| 1972 | 第1回    | カゴメ ちびっ子劇場                | 12ヶ所12公演 | 「狼と3匹の子豚」                        |
| 1973 | 第2回    | カゴメ ちびっ子劇場                | 15ヶ所15公演 | 「狼と3匹の子豚」                        |
| 1974 | 第3回    | カゴメ ちびっ子劇場 全国夏休み大会 | 15ヶ所28公演 | 「砂川啓介うたと体操」「狼と3匹の子豚」  |
| 1975 | 第4回    | カゴメ ちびっ子劇場 全国夏休み大会 | 18ヶ所36公演 | 「砂川啓介うたと体操」「赤ずきんの冒険」 |

## 観覧について
基本的に4月中旬からはがき・公式サイトで応募し、抽選で37,000組・74,000名（2006年実績）に招待者を決める。